# Alberto Moralès
Alberto Moralès surnommé Bébo est un joueur franco-argentin de rink-hockey né le 18 janvier 1985. Il évolue successivement à Bancaria et à Olimpia dans son pays natal, l'Argentine. En 2007 il intègre le club français de Saint-Brieuc en Nationale 1. Depuis cette année, excepté une saison à La Roche-sur-Yon (2011-2012), il évolue dans le même club avec lequel il disputera une finale de Coupe de France en 2010. Il est naturalisé français et intègre l'équipe de France pour la première fois à l'occasion du Mondial 2013 en Angola. Il est maintenant coach au Rhc Lyon 

## Palmarès
- 1 titre de coupe sud-américaine (2005)
- 2 titres de championnats de San Juan
- 2e de la Coupe de France 2010
- 3e aux Coupes de France 2011 et 2008